# Mistrzostwa świata do lat 18 w hokeju na lodzie mężczyzn 2017/II Dywizja
Mistrzostwa Świata do lat 18 w Hokeju na Lodzie Mężczyzn II Dywizji 2017 odbyły się w dwóch państwach: w koreańskim Gangneung oraz w serbskim Belgradzie. Zawody rozegrano:
- dla grupy A: 2–8 kwietnia 2017
- dla grupy B: 13–19 marca 2017.

W mistrzostwach drugiej dywizji uczestniczyło 12 zespołów, które zostały podzielone na dwie grupy po 6 zespołów. Rozegrały one mecze systemem każdy z każdym. Zwycięzca turnieju grupy A awansował do mistrzostw świata I dywizji gr. B w 2018 roku, ostatni zespół grupy A spadł do grupy B, zastępując zwycięzcę turnieju grupy B. Najsłabsza drużyna grupy B spadła do trzeciej dywizji.
Hale, w których odbyły się zawody to:
- Kwandong Hockey Center (Gangneung)
- Pionir (Belgrad)

## Grupa A
Sędziowie główni
| - Daniel Bojle - Joonas Kova - Shinichi Takizawa - Djordje Fazekas | Liniowi - Maximilian Verworner - Mikita Paliakou - Liu Tiange - Clement Goncalves - Kim Yong-hyun - Paweł Kosidło - David Obwegeser |

Wyniki

Godziny podane w czasach lokalnych (UTC+09:00)
| 2 kwietnia 2017 | Litwa | 4:2 | Korea Południowa | Kwandong Hockey Center, Gangneung |

| Szczegóły      | Szczegóły | Szczegóły       | Szczegóły | Szczegóły |
| -------------- | --------- | --------------- | --------- | --------- |
| Godzina: 12:00 |           | (1:0, 2:1, 1:1) |           |           |

| 2 kwietnia 2017 | Rumunia | 7:1 | Chorwacja | Kwandong Hockey Center, Gangneung |

| Szczegóły      | Szczegóły | Szczegóły       | Szczegóły | Szczegóły |
| -------------- | --------- | --------------- | --------- | --------- |
| Godzina: 16:30 |           | (2:0, 3:1, 2:0) |           |           |

| 2 kwietnia 2017 | Estonia | 6:5 pk. | Wielka Brytania | Kwandong Hockey Center, Gangneung |

| Szczegóły      | Szczegóły | Szczegóły                 | Szczegóły | Szczegóły |
| -------------- | --------- | ------------------------- | --------- | --------- |
| Godzina: 21:00 |           | (2:3, 3:0, 0:2, 0:0, 1:0) |           |           |

| 4 kwietnia 2017 | Chorwacja | 3:4 pd. | Estonia | Kwandong Hockey Center, Gangneung |

| Szczegóły      | Szczegóły | Szczegóły            | Szczegóły | Szczegóły |
| -------------- | --------- | -------------------- | --------- | --------- |
| Godzina: 12:00 |           | (2:1, 1:1, 0:1, 0:1) |           |           |

| 4 kwietnia 2017 | Rumunia | 3:4 pd. | Litwa | Kwandong Hockey Center, Gangneung |

| Szczegóły      | Szczegóły | Szczegóły            | Szczegóły | Szczegóły |
| -------------- | --------- | -------------------- | --------- | --------- |
| Godzina: 16:30 |           | (2:2, 0:0, 1:1, 0:1) |           |           |

| 4 kwietnia 2017 | Korea Południowa | 3:2 | Wielka Brytania | Kwandong Hockey Center, Gangneung |

| Szczegóły      | Szczegóły | Szczegóły       | Szczegóły | Szczegóły |
| -------------- | --------- | --------------- | --------- | --------- |
| Godzina: 21:00 |           | (1:1, 1:0, 1:1) |           |           |

| 5 kwietnia 2017 | Rumunia | 4:0 | Estonia | Kwandong Hockey Center, Gangneung |

| Szczegóły      | Szczegóły | Szczegóły       | Szczegóły | Szczegóły |
| -------------- | --------- | --------------- | --------- | --------- |
| Godzina: 12:00 |           | (0:0, 3:0, 1:0) |           |           |

| 5 kwietnia 2017 | Litwa | 1:3 | Wielka Brytania | Kwandong Hockey Center, Gangneung |

| Szczegóły      | Szczegóły | Szczegóły       | Szczegóły | Szczegóły |
| -------------- | --------- | --------------- | --------- | --------- |
| Godzina: 16:30 |           | (0:0, 0:2, 1:1) |           |           |

| 5 kwietnia 2017 | Korea Południowa | 4:1 | Chorwacja | Kwandong Hockey Center, Gangneung |

| Szczegóły      | Szczegóły | Szczegóły       | Szczegóły | Szczegóły |
| -------------- | --------- | --------------- | --------- | --------- |
| Godzina: 21:00 |           | (1:0, 1:0, 2:1) |           |           |

| 7 kwietnia 2017 | Wielka Brytania | 2:4 | Rumunia | Kwandong Hockey Center, Gangneung |

| Szczegóły      | Szczegóły | Szczegóły       | Szczegóły | Szczegóły |
| -------------- | --------- | --------------- | --------- | --------- |
| Godzina: 12:00 |           | (0:3, 1:0, 1:1) |           |           |

| 7 kwietnia 2017 | Chorwacja | 1:5 | Litwa | Kwandong Hockey Center, Gangneung |

| Szczegóły      | Szczegóły | Szczegóły       | Szczegóły | Szczegóły |
| -------------- | --------- | --------------- | --------- | --------- |
| Godzina: 16:30 |           | (0:5, 1:0, 0:0) |           |           |

| 7 kwietnia 2017 | Estonia | 4:3 pd. | Korea Południowa | Kwandong Hockey Center, Gangneung |

| Szczegóły      | Szczegóły | Szczegóły            | Szczegóły | Szczegóły |
| -------------- | --------- | -------------------- | --------- | --------- |
| Godzina: 21:00 |           | (0:1, 2:0, 1:2, 1:0) |           |           |

| 8 kwietnia 2017 | Wielka Brytania | 6:3 | Chorwacja | Kwandong Hockey Center, Gangneung |

| Szczegóły      | Szczegóły | Szczegóły       | Szczegóły | Szczegóły |
| -------------- | --------- | --------------- | --------- | --------- |
| Godzina: 12:00 |           | (1:1, 1:1, 4:1) |           |           |

| 8 kwietnia 2017 | Litwa | 1:3 | Estonia | Kwandong Hockey Center, Gangneung |

| Szczegóły      | Szczegóły | Szczegóły       | Szczegóły | Szczegóły |
| -------------- | --------- | --------------- | --------- | --------- |
| Godzina: 16:30 |           | (0:1, 1:1, 0:1) |           |           |

| 8 kwietnia 2017 | Korea Południowa | 1:2 | Rumunia | Kwandong Hockey Center, Gangneung |

| Szczegóły      | Szczegóły | Szczegóły       | Szczegóły | Szczegóły |
| -------------- | --------- | --------------- | --------- | --------- |
| Godzina: 21:00 |           | (1:1, 0:1, 0:0) |           |           |

Tabela
| Lp. | Zespół           | M | Pkt | Z | Zd | Pd | P | G+ | G- | +/− |
| --- | ---------------- | - | --- | - | -- | -- | - | -- | -- | --- |
| 1.  | Rumunia          | 5 | 13  | 4 | 0  | 1  | 0 | 20 | 8  | +12 |
| 2.  | Estonia          | 5 | 9   | 1 | 3  | 0  | 1 | 17 | 16 | +1  |
| 3.  | Litwa            | 5 | 8   | 2 | 1  | 0  | 2 | 15 | 12 | +3  |
| 4.  | Korea Południowa | 5 | 7   | 2 | 0  | 1  | 2 | 13 | 13 | 0   |
| 5.  | Wielka Brytania  | 5 | 7   | 2 | 0  | 1  | 2 | 18 | 17 | +1  |
| 6.  | Chorwacja        | 5 | 1   | 0 | 0  | 1  | 4 | 9  | 26 | −17 |

    = awans do I dywizji, grupy B     = spadek do II dywizji, grupy B
Statystyki indywidualne
- Klasyfikacja strzelców:
- Klasyfikacja asystentów:
- Klasyfikacja kanadyjska:
- Klasyfikacja +/−:
- Klasyfikacja skuteczności interwencji bramkarzy:
- Klasyfikacja średniej goli straconych na mecz bramkarzy:

Nagrody indywidualne
Dyrektoriat turnieju wybrał trójkę najlepszych zawodników na każdej pozycji:
- Bramkarz:
- Obrońca:
- Napastnik:

## Grupa B
Sędziowie główni
| - Miroslav Stolc - Artjom Jeremejev - Lehel Gergely - Milan Novak | Liniowi - Artisom Łabzow - Thomas Nordberg Pettersen - Tibor Fazekas - David Perduv - Martin Jobbagy - Murat Aygun - Anton Peretiatko |

Wyniki

Godziny podane w czasach lokalnych (UTC+01:00)
| 13 marca 2017 | Australia | 5:2 | Islandia | Pionir, Belgrad |

| Szczegóły      | Szczegóły | Szczegóły       | Szczegóły | Szczegóły |
| -------------- | --------- | --------------- | --------- | --------- |
| Godzina: 13:00 |           | (3:1, 2:1, 0:0) |           |           |

| 13 marca 2017 | Hiszpania | 7:1 | Belgia | Pionir, Belgrad |

| Szczegóły      | Szczegóły | Szczegóły       | Szczegóły | Szczegóły |
| -------------- | --------- | --------------- | --------- | --------- |
| Godzina: 16:30 |           | (0:0, 2:1, 5:0) |           |           |

| 13 marca 2017 | Serbia | 3:2 | Holandia | Pionir, Belgrad |

| Szczegóły      | Szczegóły | Szczegóły       | Szczegóły | Szczegóły |
| -------------- | --------- | --------------- | --------- | --------- |
| Godzina: 20:30 |           | (0:0, 2:0, 1:2) |           |           |

| 14 marca 2017 | Belgia | 1:5 | Australia | Pionir, Belgrad |

| Szczegóły      | Szczegóły | Szczegóły       | Szczegóły | Szczegóły |
| -------------- | --------- | --------------- | --------- | --------- |
| Godzina: 13:00 |           | (0:2, 1:3, 0:0) |           |           |

| 14 marca 2017 | Holandia | 5:1 | Islandia | Pionir, Belgrad |

| Szczegóły      | Szczegóły | Szczegóły       | Szczegóły | Szczegóły |
| -------------- | --------- | --------------- | --------- | --------- |
| Godzina: 16:30 |           | (2:0, 0:0, 3:1) |           |           |

| 14 marca 2017 | Hiszpania | 4:3 | Serbia | Pionir, Belgrad |

| Szczegóły      | Szczegóły | Szczegóły       | Szczegóły | Szczegóły |
| -------------- | --------- | --------------- | --------- | --------- |
| Godzina: 20:00 |           | (2:1, 1:2, 1:0) |           |           |

| 16 marca 2017 | Holandia | 5:2 | Belgia | Pionir, Belgrad |

| Szczegóły      | Szczegóły | Szczegóły       | Szczegóły | Szczegóły |
| -------------- | --------- | --------------- | --------- | --------- |
| Godzina: 13:00 |           | (1:0, 1:0, 3:2) |           |           |

| 16 marca 2017 | Hiszpania | 1:4 | Australia | Pionir, Belgrad |

| Szczegóły      | Szczegóły | Szczegóły       | Szczegóły | Szczegóły |
| -------------- | --------- | --------------- | --------- | --------- |
| Godzina: 16:30 |           | (0:1, 0:1, 1:2) |           |           |

| 16 marca 2017 | Serbia | 4:2 | Islandia | Pionir, Belgrad |

| Szczegóły      | Szczegóły | Szczegóły       | Szczegóły | Szczegóły |
| -------------- | --------- | --------------- | --------- | --------- |
| Godzina: 20:00 |           | (1:1, 1:0, 2:1) |           |           |

| 18 marca 2017 | Islandia | 0:7 | Hiszpania | Pionir, Belgrad |

| Szczegóły      | Szczegóły | Szczegóły       | Szczegóły | Szczegóły |
| -------------- | --------- | --------------- | --------- | --------- |
| Godzina: 13:00 |           | (0:1, 0:4, 0:2) |           |           |

| 18 marca 2017 | Australia | 1:2 | Holandia | Pionir, Belgrad |

| Szczegóły      | Szczegóły | Szczegóły       | Szczegóły | Szczegóły |
| -------------- | --------- | --------------- | --------- | --------- |
| Godzina: 16:30 |           | (0:0, 0:1, 1:1) |           |           |

| 18 marca 2017 | Belgia | 1:3 | Serbia | Pionir, Belgrad |

| Szczegóły      | Szczegóły | Szczegóły       | Szczegóły | Szczegóły |
| -------------- | --------- | --------------- | --------- | --------- |
| Godzina: 20:00 |           | (0:0, 0:2, 1:1) |           |           |

| 19 marca 2017 | Holandia | 2:5 | Hiszpania | Pionir, Belgrad |

| Szczegóły      | Szczegóły | Szczegóły       | Szczegóły | Szczegóły |
| -------------- | --------- | --------------- | --------- | --------- |
| Godzina: 13:00 |           | (1:1, 0:0, 1:4) |           |           |

| 19 marca 2017 | Islandia | 3:2 | Belgia | Pionir, Belgrad |

| Szczegóły      | Szczegóły | Szczegóły       | Szczegóły | Szczegóły |
| -------------- | --------- | --------------- | --------- | --------- |
| Godzina: 16:30 |           | (2:0, 1:1, 0:1) |           |           |

| 19 marca 2017 | Serbia | 1:4 | Australia | Pionir, Belgrad |

| Szczegóły      | Szczegóły | Szczegóły       | Szczegóły | Szczegóły |
| -------------- | --------- | --------------- | --------- | --------- |
| Godzina: 20:00 |           | (1:0, 0:4, 0:0) |           |           |

Tabela
| Lp. | Zespół    | M | Pkt | Z | Zd | Pd | P | G+ | G- | +/− |
| --- | --------- | - | --- | - | -- | -- | - | -- | -- | --- |
| 1.  | Australia | 5 | 12  | 4 | 0  | 0  | 1 | 19 | 7  | +12 |
| 2.  | Hiszpania | 5 | 12  | 4 | 0  | 0  | 1 | 24 | 10 | +14 |
| 3.  | Serbia    | 5 | 9   | 3 | 0  | 0  | 2 | 14 | 13 | +1  |
| 4.  | Holandia  | 5 | 9   | 3 | 0  | 0  | 2 | 16 | 12 | +4  |
| 5.  | Islandia  | 5 | 3   | 1 | 0  | 0  | 4 | 8  | 23 | −15 |
| 6.  | Belgia    | 5 | 0   | 0 | 0  | 0  | 5 | 7  | 23 | −16 |

    = awans do II dywizji, grupy A     = spadek do III dywizji, grupy A
Statystyki indywidualne
- Klasyfikacja strzelców:
- Klasyfikacja asystentów:
- Klasyfikacja kanadyjska:
- Klasyfikacja +/−:
- Klasyfikacja skuteczności interwencji bramkarzy:
- Klasyfikacja średniej goli straconych na mecz bramkarzy:

Nagrody indywidualne
Dyrektoriat turnieju wybrał trójkę najlepszych zawodników na każdej pozycji:
- Bramkarz:
- Obrońca:
- Napastnik: